# Nick Celis
Nick Celis (Amberes, Bélgica, 24 de noviembre de 1988) es un jugador de baloncesto belga. Celis compitió en los Juegos Olímpicos de Tokio 2020.